# مطيف (حديبو)

تعديل مصدري - تعديل

مطيف هي إحدى قرى مديرية حديبو التابعة لمحافظة سقطرى، بلغ تعداد سكانها 102 نسمة حسب تعداد اليمن لعام 2004.